# Конвергенция (медиаиндустрия)
Конвергенция в медиаиндустрии — процесс интеграции традиционных и новых медиа, который сопровождается дублированием контента и/или созданием альтернативных медиаплощадок.

## Суть вопроса, проблемы, феномена
Процессы глобализации, конкуренции, политизации СМИ, их функционирование в условиях информационного противостояния потребовали от средств массовых коммуникаций новых форм существования и выживания на информационном рынке. [6] Поводом для этого послужили процессы медиаконвергенции [4, с. 78-84].

## История явления
Конвергенция (от латинского convergere — приближаться, сходиться) — процесс сближения, схождения (в разном смысле), компромиссов. Термин употребителен в различных естественных и гуманитарных науках. Основываясь на данном значении понятия конвергенция, на западе в науке философии и социологии в 1950-х годах начали использовать термин конвергенция в общественной и политической сфере.
Придерживаясь развития научно-технического прогресса, они выдвинули мнение о медленном сглаживании основных отличий между капиталистическим и социалистическим обществами.
Ключевым фактором, который по предположению американского учёного У. Ростоу и голландского ученого Я. Тинбиргена, способствовал развитию конвергенции идеологически противоположных общественных формаций, послужила революция в научно-технической сфере.

В связи с этим по новому на процесс конвергенции взглянули и социологи. В 1962 году книга американского исследователя-социолога Дэниела Белла «Конец идеологии», внесла большой вклад в развитие теории общественно-политической конвергенции. В своей работе Белл привёл весомые доводы, которые смогли укрепить его концепцию постиндустриального общества, выдвигаемую им ранее, выводом о развитии нового общественного типа людей. Как считает сам Д. Белл, это общество в своей деятельности будет опираться на результаты научно-технологической революции и информационную индустрию — вкупе они формируют будущую основу будущей экономики.

В последующем идея Д. Белла об информационном обществе развивалась, и послужила своеобразным мостиком к дальнейшим концепциям и представлениям об информационном обществе, конвергенция была переосмыслена и воспринята в новом контексте.

Начиная с 1970-х годов, данный термин всё чаще стали применять в целях обозначения интеграции информационных и коммуникационных технологических устройств (компьютеров, телефонов, телевизоров). Следующий этап развития термина «конвергенция» приходится на 1980-е годы, в ходе спора о дерегулировании телекоммуникационного рынка в США и вещательного рынка в Западной Европе. Но по-настоящему активно конвергенция начала развиваться лишь в 1990-х годах, этому способствовало быстрое развитие Интернет-технологий. Интернет очень быстро вошёл в повседневную жизнь многих миллионов людей, что дало новый толчок в развитии конвергенции и придало обсуждению этой проблемы широкий практический смысл.

## Последствия конвергенции
Как отмечает А. Г. Качкаева, произошёл трансферт понятия «конвергенция» в науки о массовых коммуникациях[2, с. 60]. В частности, Качкаевой отмечается, что основные отличия конвергентной журналистики от традиционной состоят «в новых подходах к содержанию, формированию редакций и распределению ролей, а также в использовании инструментария на основе интернет-технологий» [2, с. 60] Анализ работы современных СМИ показывает, что в целях расширения своей деятельности и более эффективного продвижения своих услуг в условиях медиарынка, зачастую многие известные редакции идут на расширение видов производства — к примеру производство продукции рекламной направленности или издательская деятельность, примером может служить «Комсомольская правда», создание электронной версии издания и другие, в свою очередь это позволяет говорить о «конвергентном» скачке в информационной сфере. В процессе медиаконвергенции основной платформой для передачи информации становится Интернет, хотя в силе остаётся и публикация её в бумажном варианте (газеты, журналы), и трансляция в радио- и телеэфире, но по своим масштабам интернет способен объединить все и даёт более широкие возможности как потребителям, так и самим медиамагнатам.
Многозначность понятий «конвергенция СМИ», «конвергентные массмедиа» объясняет автор авторитетной теории информационного капитализма М. Кастельса, по его мнению объясняется это тем, что «медиареволюция происходит на наших глазах и слияние прежде разобщённых печати, радио, телевидения идёт разными путями» [1, с. 157].
Как считает М. Кастельс, осмысление конвергенции в медиаиндустрии, должно исходить непосредственно из понимания самих процессов, что происходят на сегодняшний день в медиаиндустрии: дерегуляция, приватизация, монополизация — создание могущественных медиагрупп, которые представляют собой сеть различных медиа. Чем крупнее масштаб информационной империи (например, компания BBC), тем больше шансов использовать самые разные платформы для создания одного и того же информационного продукта[5, с. 5].

Не взирая на частые перемены в современной медиаиндустрии, уже имеются устоявшиеся лидеры. Среди них можно отметить очевидное лидерство медиагигантов — Disney; Time Warner; NBC; Fox. В области радио лидирует известная компания Westinghouse. Не сложно проследить, что лидеры медиарынка остались всё те же, что и в прошлом, XX столетии. Экономическое лидерство вышеприведённых компаний, относится к традиционному рыночному типу, называемому олигополией. В связи с чем можно говорить о том, что развитие конвергирующихся рынков усиливается за счёт мощи и доминирования единичных игроков рынка.

## Роль, влияние конвергенции на науку, общество, политику
Конвергенция занимает весьма значительную роль не только в медиаиндустрии, но и важную роль в значении влияния на науку, общество и политику.

Конвергенция играет важную роль и привносит наиболее значимые изменения в процессы, происходящие в экономике медиаиндустрии на сегодняшний день, которые стимулируются факторами макроэкономического порядка. Взгляд различных авторов на факторы политического и экономического характера заметно отличается, но в одном их мнение сходится — в том, что новейшие технологии и развитие науки оказывают значительное влияние на развитие экономики и конвергенцию медиаиндустрии.
Развитие научно-технологического процесса оказывает стимулирующее воздействие на развитие и преобразование медиаэкономики. Медиаэкономисты, оценивая последствия технологической конвергенции для современных СМИ, выдвигают тезис о практически полной структурной перестройке медиаэкономики, опровергая теории, господствовавшие на протяжении последних десятилетий [1, с. 159].
Лидерами мегаслияний в медиаиндустрии XX века стали известные медиагиганты Time Warner, Viacom, Disney, которые решили сфокусироваться на традиционных, годами уже устоявшихся сферах.

В интервью «Financial Times», руководитель компании Disney М. Айснер рассказал, что Дисней не заинтересован более в приобретении новых радио- или телестанций, и собирается менять стратегию завоёвывания медиарынка и создаёт подразделения, которые будут отвечать за развитие деятельности компании в сети Интернет и электронной коммерции.
Новые рыночные модели в популярных медиаконцернах создаются в противовес распространённому ранее процессу диверсификации производства, который, отнимая средства и распыляя ресурсы, ослаблял возможности компании в условиях конвергенции. Конвергенция требует от медиапредприятий одновременно гибкости в стратегии и твёрдости в положении на рынке. Всё больше западных исследователей склоняются к мысли о том, что конвергенция в результате приведёт к перераспределению сегментов рынка[1, с. 164]. На месте традиционных индустрий, повторяющих ещё сохраняющееся разделение СМИ, — газетной, вещательной, кабельной, —возникнут новые: производство бытовой техники и технологических устройств, создание содержательных продуктов, поддержание каналов распространения.
Конвергенция внесла свои поправки не только в экономику, но и привела к серьёзным изменениям в политической системе большинства мировых стран. Конвергенция, активно происходящая на сегодняшний день в медиаиндустрии, внесла значительные изменения не только в области медиатехнологий и привела к заметным переменам на медиарынках, но и послужила заметным толчком в изменении взглядов политиков на процесс происходящих трансформаций. Конвергенция в контексте влияния на мировую политику повлияла на появление новых законов, целью которых является либерализация телекоммуникационных рынков и поднятие уровня конкурентоспособности. Законодательная политика направлена на ослабление прежнего монополизма медиагигантов на мировых медиарынках и даёт возможность мелким компаниям занять свою нишу на этом рынке, снизить тарификацию, сделать информационно-коммуникационные услуги более доступными для широких масс населения.
На сегодняшний день конвергенция оказалась в центре политики ведущих развитых стран мира, в первую очередь, США и стран — членов Европейского Союза.

На мировом политическом уровне принимаются влиятельные законодательные акты, посвящённые конвергенции, самыми громкими из которых можно считать Закон о телекоммуникациях (США, 1996) и Зелёная книга о конвергенции, одобренная ЕС в декабре 1997 года, — эти громкие политические документы направлены на то, чтобы поддерживать и стимулировать процесс конвергенции на политическом уровне. Эти документы нацелены на устранение проблем ограниченности частот, с которыми раньше должны были считаться электронные СМИ. Конвергенция в свою очередь устраняет данную проблему; это связано с тем, что современная информационно-коммуникационная среда не будет испытывать необходимости в распределении частот.

Свобода доступа к современным телекоммуникационным медиасистемам, становится целевой составляющей новой политики мировых государств. Кроме того, благодаря конвергенции возрастает число «участников» медиарынка — провайдеры, сетевые операторы, производители контента и сами потребители этого контента, чья активная роль определяет их особое положение.
Процесс конвергенции медиаиндустрии открывает новые перспективные и неведомые ранее просторы, но в то же время имеет и негативные последствия. Конвергенция нуждается в постоянной поддержке со стороны государственной власти и бизнес-структур, в противном случае еёразвитие будет в значительной степени затруднено.

## Критика теории конвергенции в медиаиндустрии
Теория медиаконвергенции, несмотря на свою популярность, сталкивается с методологической критикой. Так, А. В. Жилина в своей работе подвергает сомнению корректность использования заимствованного из биологии термина в гуманитарных науках, где его исходное значение («схождение неродственных форм») часто подменяется понятиями «слияние», «объединение» или «взаимодействие». Автор также оспаривает способность теории конвергенции адекватно объяснить все ключевые процессы трансформации медиа, особенно связанные с цифровизацией и появлением новых форм СМИ, указывая на необходимость более строгого терминологического подхода и учета иных эволюционных механизмов [2].

## Конвергенция в массовой культуре
Именно медийные технологии создания, логистики и интеграции мультимедийного контента в настоящее время являются основой для формирования стратегий развития различных сфер массовой коммуникации (журналистики, рекламы и PR). И здесь возникает целый ряд проблем: от изменения статуса аудитории в процессе медиапотребления, до перехода на новый уровень профессиональной подготовки специалистов медиасферы.
Под влиянием процесса конвергенции происходит переход от использования мономедийных вещательных платформ и медиапродуктов к мультимедийным продуктам и, что особенно важно, многоцелевым цифровым порталам СМИ. Медиапредприятия для потребителя разрабатывают «не только готовые медиапродукты, но и параметры выбора мультинаправленных цепей коммуникации, создавая при этом взаимодействующую мультимедийную среду производителя и потребителя» [3, с. 203].
Таким образом, современная информационная среда вызвала к жизни «новый тип коммуникации, механизмом осуществления которой становится та пресса, которая идет по пути слияния коммуникативных практик и не избегает взаимодействия с рекламой и PR» [7, с. 170]. Благодаря слиянию коммуникативных практик и наличию PR-материалов руководство компании информирует персонал о новостях, планах, а также устанавливает контакты с потенциальными клиентами, инвесторами, партнерами.